# مستو (رياضيات)

إنَّ أيّ مستوين في الفضاء غير متوازيين يتقاطعانِ في خطٍّ مُستقيمٍ.

في الرياضيات، السّطحُ المُستَوِي أو اختصاراً المُستَوِي أو المُستوى(1) (بالإنجليزية: Plane)‏ هو سطحٌ مُنبسط ثنائي الأبعاد، يمتد إلى اللانهاية. ويختص بأن أي جزءٍ من الفضاء ينطبق عليه المستقيم الموازي له مهما تم تغيير اتجاهه على محور عمودي على المستوى. فإذا لم يكن للنقطة بعد، والمستقيم من بعد واحد، والفضاء من ثلاثة أبعاد فإن المستوى يتكون من بعدين فقط هما الطول والعرض، أو هو الشكل الهندسي الناتج عن دوران المستقيم حول محور عمودي عليه.
الهندسة المستوية هي تطبيقات على مستقيمات ونقط تنتمي إلى مستوى واحد، ولكن في الهندسة الفراغية فيمكن أن يكون هناك أكثر من مستوي باتجاهات مختلفة.

## الهندسة الإقليدية

ثلاثة مستويات متوازية.

## المستويات فيR3{\displaystyle \mathbb {R} ^{3}}

### خصائص
في الفضاء الإقليدي ثلاثي الأبعاد، تتحقق الخصائص الآتية (والتي لا تتحقق إذا كان عدد الأبعاد يتجاوز الثلاثة) :
- مستويان قد يكونا متوازيين وقد يكونا متقاطعين في مستقيم ما. لا ثالث لهاتين الحالتين.
- مستقيم ما قد يكون موازيا لمستوى ما، أو قد يكون متقاطعا معه في نقطة، أو قد يكون ضمنه.
- مستقيمان عموديان على نفس المستوى هما مستقيمان متوازيان.
- مستويان عموديان على نفس المستقيم هما مستويان متوازيان.

### تعريف مستوى بثلاث نقط
كل ثلاث نقط لا تقع على استقامة واحدة تمثل مستوى واحدا. ليكن p1=(x1, y1, z1)، p2=(x2, y2, z2)، و p3=(x3, y3, z3) ثلاث نقط لا تنتمي إلى نفس المستقيم.

#### الطريقة الأولى
المستوى المار بالنقط p1، p2، و p3 يمكن أن يحدد بشكل وحيد بكونه مجموعة جميع النقط (x،y،z) اللائي يحققن معادلات المحدد التالية:
{\displaystyle {\begin{vmatrix}x-x_{1}&y-y_{1}&z-z_{1}\\x_{2}-x_{1}&y_{2}-y_{1}&z_{2}-z_{1}\\x_{3}-x_{1}&y_{3}-y_{1}&z_{3}-z_{1}\end{vmatrix}}={\begin{vmatrix}x-x_{1}&y-y_{1}&z-z_{1}\\x-x_{2}&y-y_{2}&z-z_{2}\\x-x_{3}&y-y_{3}&z-z_{3}\end{vmatrix}}=0.}

#### الطريقة الثانية
من أجل تحديد معادلة مستوى على الشكل {\displaystyle ax+by+cz+d=0}، ينبغي حلحلة نظام المعادلات التالي:
{\displaystyle \,ax_{1}+by_{1}+cz_{1}+d=0}
{\displaystyle \,ax_{2}+by_{2}+cz_{2}+d=0}
{\displaystyle \,ax_{3}+by_{3}+cz_{3}+d=0.}
يمكن أن يُحلحل هذا النظام باستعمال قاعدة كرامر بالإضافة إلى التعامل مع العمليات الأساسية للمصفوفات. ليكن
{\displaystyle D={\begin{vmatrix}x_{1}&y_{1}&z_{1}\\x_{2}&y_{2}&z_{2}\\x_{3}&y_{3}&z_{3}\end{vmatrix}}}.
إذا كان D مختلفا عن الصفر (الأمر كذلك بالنسبة للمستويات اللائي لا يمررن بأصل المَعلم) قيم الأعداد a و b و c يمكن أن يُحسبن كما يلي:
{\displaystyle a={\frac {-d}{D}}{\begin{vmatrix}1&y_{1}&z_{1}\\1&y_{2}&z_{2}\\1&y_{3}&z_{3}\end{vmatrix}}}
{\displaystyle b={\frac {-d}{D}}{\begin{vmatrix}x_{1}&1&z_{1}\\x_{2}&1&z_{2}\\x_{3}&1&z_{3}\end{vmatrix}}}
{\displaystyle c={\frac {-d}{D}}{\begin{vmatrix}x_{1}&y_{1}&1\\x_{2}&y_{2}&1\\x_{3}&y_{3}&1\end{vmatrix}}.}
تتعلق هذه المعادلات بالعدد d. بإعطاء قيمة معينة مختلفة عن الصفر للعددd وبتعويضها في هذه المعادلات سيعطي مجموعة حلول واحدة.

#### الطريقة الثالثة
يمكن أن يُحدد هذا المستوى أيضا بنقطة وبالمتجهة العمودية. تعطى متجهة مناسبة لهذا الهدف باستعمال الضرب الاتجاهي
{\displaystyle \mathbf {n} =(\mathbf {p} _{2}-\mathbf {p} _{1})\times (\mathbf {p} _{3}-\mathbf {p} _{1}),}
أما بالنسبة للنقطة r0 فيمكن أن تكون واحدة من النقط الثلاث المعلومات p1،p2 أو p3.

### المستوي والزاوية المزدوجة
الزاوية الزوجية تتشكل بين أي مستويين يتقاطعان.

## حواشٍ
1. لغوياً، يجوز الاشتقاق من الفعل«استوَىٰ» بشكلين، أما الأول: فهو مُستوٍ، وهو صفةٌ مُشبّهةٌ باسم الفاعل يوصف بها السطح الذي يحقق خاصية الاستواء (أيْ إنه سطحٌ منبسط، فتَكون جميع أجزائه على السواء؛ لا يكون بعضها ارفعُ وبعضها أخفض، فلا تضرُّس فيه ولا وُعُورة، ولا يُظهر أيّ‌ تقوُّسٍ‌ أو انحناءٍ في نقاطه)، وأما الثاني: فهو «مستوًى»، وهو اسم مكانٍ يعبر عن مكان حصول الاستواء (مكان حصول استقرار الأشياء واعتدالها واستقامتها، أيْ: الذي تستوي عليه الأشياء وتستقر، أو يُحاذي بعضُها بعضًا استقامةً، كأنْ تقول: مُفترَق طرق؛ فهو مكان فيه حصول افتراق السيارات عن بعضها)، كقول زُهَيرِ بْنِ أبي سُلمى:
والحديث النبوي:
«ثُمَّ عُرِجَ بِي حَتَّى ظَهَرْتُ لِمُسْتَوًى أَسْمَعُ صَرِيفَ الْأَقْلَامِ»

## وصلات خارجية
- تيسير العسر في الحساب والهندسة المستوية مخطوطة عربية، من القرن الخامس عشر الميلادي، غرضها تعليم الهندسة والحساب.